# Nati nel 1369
| Questa pagina contiene informazioni ricavate automaticamente dalle voci biografiche con l'ausilio del template Bio e di un bot. L'aggiornamento è periodico e automatico e ricostruisce completamente la pagina. Se manca una persona in questa lista, sei pregato di non aggiungerla, ma accertati piuttosto che la sua voce biografica contenga il template Bio e che i dati anagrafici siano correttamente compilati. Se il template Bio manca, inseriscilo tu stesso o, in alternativa, metti l'avviso {{tmp\|Bio}} che ne segnala la mancanza. Se i dati riportati sono sbagliati, correggi direttamente la voce biografica; le modifiche saranno visibili in questa lista entro pochi giorni. Per chiarimenti vedi il progetto biografie. La lista contiene solo le 13 persone che sono citate nell'enciclopedia e per le quali è stato implementato correttamente il template Bio. Pagina aggiornata al 13 gen 2025. |

- 25 gennaio - Papa Martino V, papa, vescovo cattolico e cardinale italiano († 1431)
- 29 marzo - Federico I di Sassonia, nobile tedesco († 1428)
- 28 maggio - Giacomo Attendolo, condottiero italiano († 1424)
- 20 luglio - Pietro di Lussemburgo, cardinale francese († 1387)
- Alberto II di Baviera-Straubing, nobile († 1397)
- Stefano Bandelli, presbitero italiano († 1450)
- Filippo Buondelmonti degli Scolari, condottiero e mercante italiano († 1426)
- Jacopo Caldora, nobile e condottiero italiano († 1439)
- Giovanni III di Norimberga, nobile tedesco († 1420)
- Paolo Orsini, nobile e condottiero italiano († 1416)
- Reinardo II di Hanau, conte tedesco († 1451)
- Antonia Salimbeni, nobildonna italiana († 1411)
- Costantino II di Bulgaria, sovrano bulgaro († 1422)